# 黃山望江亭
黃山望江亭位於重慶市南岸區黃山，文物遺址年代為1938--1945年。2013年3月5日列為第七批全國重點文物保護單位。望江亭位於黃山小學北側獨立的山頭頂端，四周為溝壑，東側有一條小山路。現存基座為八邊形．素麵青石砌築。